# (35030) 1981 EW22
1981 EW22 (asteroide 35030) é um asteroide da cintura principal. Possui uma excentricidade de 0.27301960 e uma inclinação de 3.04123º.
Este asteroide foi descoberto no dia 2 de março de 1981 por Schelte J. Bus em Siding Spring.